# 武内俊子
武内 俊子（たけうち としこ、1905年9月10日 - 1945年4月7日）は、童謡詩人、童謡作詞家、童話作家。僧侶であり世界探険家の渡辺哲信は叔父にあたる。広島県福山市の勝願寺住職足利瑞義の姪。

## 経歴・人物
1905年（明治38年）広島県三原市西町の浄念寺に生まれる。
1912年4月広島市に転居、学齢期の6歳から土手町（現在の南区比治山町）で育った。広島県立第一高等女学校（現在の広島皆実高校）を経て、広島女子専門学校（現在の広島県立大学）に進学したが中途で退学。
その後、結婚して東京の世田谷に居住。1929年（昭和4年）頃から、童謡や童話の創作を始める。女性の社会進出が困難を伴った昭和初期にあって、4人の子供の育児と両立させ創作に励んだ詩人だった。赤ん坊におっぱいを飲ませながら、アイデアを書き留めたという。
1933年（昭和8年）の処女詩集『風』にその思いが綴られている。(言葉に溢れてゐる童心から強い刺激を受け)(母のみ知る悦びを謡ふ)(子どもと共に風の子となって謡ひたい)。
子どもの視点から、心の清らかさを歌うやさしい詩が詩人の野口雨情に認められ、当時の主要児童誌『コドモノクニ』や『幼年倶楽部』につぎつぎと作品を発表。1937年（昭和12年）5月、キングレコードの童謡シリーズの1曲として、「かもめの水兵さん」が俊子の作詞、河村光陽の作曲、河村順子の歌によって発売され、戦前の童謡の中では最大級のヒットを記録した。その後も河村らのすぐれた作曲で「赤い帽子・白い帽子」、「りんごのひとりごと」、「船頭さん」などのヒットを連発し一時代を築き、これらの歌は広く日本全国の子どもたちに愛唱されるようになった。
特に「かもめの水兵さん」は小学校のお遊戯などで盛んに使われて広まり、日本だけではなくアメリカやフランス、ドイツ、韓国などでも歌われた。陽気に童心を歌ったこの歌は、今も国境や世代の壁を越えて広がっている。
1945年（昭和20年）の4月、東京の自宅で病死。
著書には、前述の作品以外に『武内俊子童謡集』などがある。墓は広島市中区江波（えば）二本松の慈仙寺にある。三原市宮浦公園ならびに横浜市山下公園には「かもめの水兵さん」の童謡の碑が建てられている。

## 主な作品
- かもめの水兵さん (作曲河村光陽)（横浜港からハワイに向かう叔父足利瑞義の見送りの時に見た風景をうたったもの）
- 船頭さん (作曲河村光陽)（詩は後に峰田明彦改作）
- 赤い帽子・白い帽子(作曲河村光陽)（娘の小学校入学が作詞のきっかけだった。）
- りんごのひとりごと(作曲河村光陽)（猩紅熱で入院中に作詞。柳井堯夫にレコード化を持ちかけられた際、作曲者には長妻完至を望んだが、結局は河村光陽に依頼された。）
- 手まり歌(作曲松島彝)
- 真珠(作曲松島彝)